# Pseudophaloe troetschi
Pseudophaloe troetschi är en fjärilsart som beskrevs av Druce 1884. Pseudophaloe troetschi ingår i släktet Pseudophaloe, och familjen björnspinnare. Inga underarter finns listade.